# Црква Успења Пресвете Богородице у Кленовнику
Црква Успења Пресвете Богородице у Кленовнику, насељеном месту на територији градске општине Костолац припада Епархији браничевској Српске православне цркве.
Прва црква у Кленовнику саграђена је 1576. године и налазила се преко пута данашњег гробља. Била је посвећена Светом Николи Летњем, а датум посвећен овом свецу се и данас обележава као заветина у селу. Црква је спаљена за време Турака, а од њеног темеља је зидан манастир Рукумија. 
Црква Успења Пресвете Богородице у Кленовнику подигнута је 1935. године, као проста базилика. Подизање цркве су помогли житељи Кленовника и околних места, а освештао ју је владика Николај Велимировић. Најзаслужнији за подизање цркве је архимандрит Сава Огњановић, игуман Манастира Рукумије, а иначе је био ученик Николаја Велимировића. Цркви је додата звонара 1986. године, а парохијски дом, изграђен 2000. године, налази се преко пута саме цркве.  Освештао га је епископ браничевски Игнатије. Црква се осликава већ две године, а осликава је фрескописац Слободан Јанићијевић из Јагодине. У цркви од 1994. године богослужи свештеник Драган М. Велимировић, родом из Осипаонице. 